# 巴格淖尔
巴格淖尔，是一个位于中国内蒙古自治区阿拉善盟额济纳旗北部的内流盐湖，湖泊东南临嘎顺淖尔（西居延海），湖面海拔870米，面积2.8平方千米。